# Nicolau da Maia Azevedo
Nicolau da Maia Azevedo (Lisboa, c. 1591 - ?, depois de 1643) foi um clérigo português, pároco da igreja de São Mamede, como figura proeminente dos Conjurados uma das principais figuras do levantamento no dia da Restauração da Independência, sendo cruciferário da Procissão do Milagre do Crucifixo, na manhã do 1.º de Dezembro. Atribui-se-lhe a autoria de Relação de tudo o que passou na felice aclamação de El-Rei D. João IV (1641) e Rosário das Almas do Purgatório (1643).

## Biografia

### Início de Vida
A data do seu nascimento é incerta, no entanto é dada a data de 1591, nascido em Lisboa, filho de João Rodrigues da Maia e de Antónia Francisca Figueira. Por volta de 1615, é licenciado, e ordenado presbítero.
Posteriormente, é lhe dada a dirigir a antiga paróquia de S. Mamede, em Lisboa.

### Reuniões com os Conjurados
A partir de 1638, passa a estar diretamente envolvido nas reuniões clandestinas dos Conjurados, fazendo parte deste grupo, de forma enérgica e comprometida.
Durante a escolha de quem encabeçaria o golpe, e seria aclamado Rei de Portugal, durante um período breve de tempo, equacionou-se Duarte de Bragança, como alternativa ao seu irmão, o próprio D. João, Duque de Bragança (futuro rei D. João IV), que se afigurava reticente ao golpe. A tarefa de trazer D. Duarte (então na Alemanha a prestar serviço na Guerra dos Trinta Anos) para Portugal, estaria a cargo do próprio Nicolau da Maia. Durante a preparação do 1.º de Dezembro, Nicolau da Maia era um elo de ligação entre os nobres conjurados e a população. Sendo imprescindível o apoio popular e a aclamação de um novo rei de Portugal, foi escolhido pela sua aproximação com as classes populares.
Dias antes do golpe, Nicolau da Maia deu conhecimento da preparação de um golpe aos juízes do Povo, aos escrivães, aos vinte-quatros e aos misteres, e a muitos oficiais de confiança.
Porém, com o exemplo do mau sucesso da Revolta do Manuelinho, em Évora, muitos dos conjurados temiam represálias por parte de Castela aos nobres portugueses, caso o golpe falhasse. Foi, portanto, o padre Nicolau que garantiu a todos, em reunião em casa de D. Antão de Almada, que o povo estaria com eles, e que os apoiaria no dia da insurreição, desde que os conjurados mantivessem a sua palavra de comprometimento com a causa restauracionista, e que encabeçassem a revolta.

### Dia da Restauração da Independência
A planificação do golpe estaria, então, dividida em várias componentes. Primeiramente, pelas 9 da manhã, seria dado um sinal sonoro (através do disparo de uma arma de fogo) de modo a iniciar a revolta. Os nobres conjurados, localizados no Paço da Ribeira e na área circundante teriam, então, a tarefa de ocupar o Paço da Ribeira, neutralizar as duas companhias de soldados espanhóis lá presentes, aclamar o duque de Bragança como rei, atrair a população e defenestrar o odiado Miguel de Vasconcelos. O padre Nicolau da Maia estaria, portanto, incumbido de espalhar a mensagem pela população, e trazer o Arcebispo de Lisboa, D. Rodrigo da Cunha, juntamente com a população para o Paço.

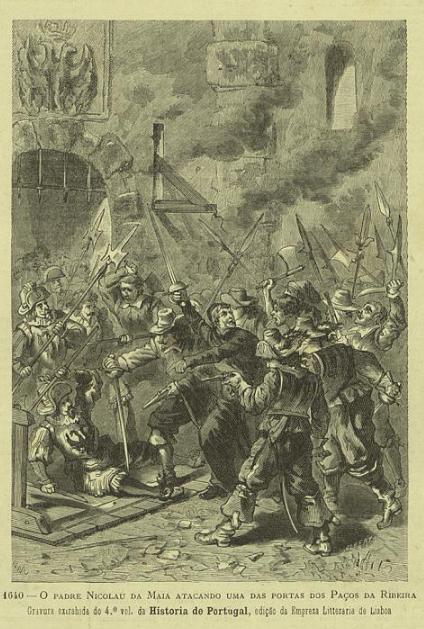
Representação do padre em combate contra forças castelhanas, no dia 1.º de Dezembro, presente no periódico "o Occidente"

Pelas 8 horas, começa a juntar-se um contingente de fidalgos portugueses, nos seus coches e população perto do Paço da Ribeira, muitos deles chamados pelo padre Nicolau. Bateram, finalmente, as nove horas. De súbito, abrem-se as portinholas dos coches, com os fidalgos armados. Seguem-nos de perto outros conjurados, e sobem as escadas do paço. Jorge de Melo com seu primo Estevão da Cunha, António de Melo e Castro, muitos nobres, e os populares convocados por Nicolau da Maia, aguardam impacientes, que um tiro da pistola, disparado do palácio, que lhes dê o sinal de travarem também a luta.
Assim que a mesma é dada, rapidamente os Conjurados atacam os guardas do Paço, juntamente com um assalto ao Paço da Ribeira, de modo a entrar no gabinete de Miguel de Vasconcelos, que lá se encontrava. Depois de defenestrado, o padre Nicolau vai à Sé de Lisboa, armado com uma espada e carregando uma cruz processional de prata de modo a exortar o Arcebispo ao apoio da revolta e que saísse para o Senado da Câmara. Com o alvoroço e as notícias começa a criar-se uma multidão perto das escadas da Sé de Lisboa, na qual o padre Nicolau da Maia aproveita para exortar a população à revolta, indicando o apoio da nobreza.
Com isto, é o próprio, juntamente com o Arcebispo, que organizam uma procissão pela cidade (a Procissão do Milagre do Crucifixo), o que incita a população a crer que existe intervenção Divina para a Restauração.
Após o golpe do 1.º de Dezembro, existe a certeza quase unânime da autoria do clérigo sobre o livro Relação de tudo o que passou na felice aclamação de El-Rei D. João IV(1641). Não obstante, esta obra poderá ter sido escrita por outro clérigo, o padre Manuel de Galhegos. Apesar disto, Nicolau da Maia, presumivelmente, pedira a D. João IV a necessária autorização para que nenhum outro senão Lourenço de Anvers pudesse imprimir o livro, indiciando ter sido o próprio requerente o autor da mesma relação.
É atribuída também a si a autoria do livro Rosário das Almas do Purgatório, publicado em 1643, desconhecendo-se o paradeiro posterior do clérigo, nem a sua data de morte.
Foi representado por Eduardo Portugal na gravura Lisboa 1640. O padre Nicolau da Maia atacando uma das portas dos Paços da Ribeira.